# Verginia Vedinaș
Verginia Vedinaș (n. 16 februarie 1960) este o juristă română și profesoară universitară de drept administrativ care ocupă funcția de deputat în legislatura 2024-2028. Aceasta a ocupat de asemnea funcția de senator în legislatura 2004-2008 ales în județul Bihor pe listele partidului PRM. Verginia Verdinaș a demisionat din Senat la data de  13 octombrie 2008 și a fost înlocuită de senatorul Mihai Dorin Drecin. Verginia Vedinaș a inițiat 133 de propuneri legislative, din care 10 au fost promulgate legi. Verginia Vedinaș a fost membru în următoarele comisii:
Comisii permanente 
- Comisia juridică, de numiri, disciplină, imunități și validări (din sep. 2007) - Secretar
- Comisia specială pentru modificarea și completarea Regulamentului Senatului (din feb. 2006) - Secretar
- Comisia pentru administrație publică, organizarea teritoriului și protecția mediului (până în sep. 2007) - Vicepreședinte

Comisii permanente comune 
- Comisia pentru afaceri europene a Parlamentului României
- Comisia Parlamentului României pentru Integrare Europeană (dec. 2006)

Comisii speciale comune 
- Comisia comună a Camerei Deputaților și Senatului pentru elaborarea propunerii legislative privind alegerea Camerei Deputaților și a Senatului, a Președintelui României, alegerile autorităților administrației publice locale, finanțarea campaniilor electorale și alegerea europarlamentarilor - Secretar

Comisii de anchetă 
- Comisia de anchetă având drept scop investigarea condițiilor de legalitate și de oportunitate privind construirea imobilului „Cathedral Plaza” în imediata apropiere a Catedralei Romano-Catolice „Sfântul Iosif” din București, precum și a proiectelor de construire și de sistematizare care afectează zonele istorice din municipiul București - Secretar

În prezent, Verginia Vedinaș este membră a Curții de Conturi și predă disciplina Drept administrativ la Facultatea de Drept, Universitatea din București.

## Legături externe
- Verginia Vedinaș Arhivat în 27 aprilie 2016, la Wayback Machine. la cdep.ro